# Segon axioma de numerabilitat
Es diu que un espai topològic verifica el segon axioma de numerabilitat (o que és segon numerable o segon comptable) si la seva topologia té una base numerable. En forma abreujada, se sol dir que l'espai és IIAN o ANII.

## Propietats
- El ser ANII és una propietat global que limita el nombre d'oberts de la topologia. De fet, es demostra que si (XT) és ANII, llavors el cardinal de T és menor o igual que el cardinal del continu.
- Ser ANII és una propietat hereditària: tot subespai d'un espai ANII també ho és.
- El producte numerable d'espais ANII és al seu torn ANII.
- Tot espai ANII és un espai ANI.[1]

## Exemples
- L'espai euclidià ℝn amb la seva topologia usual és ANII. Tot i que la base formada per les boles obertes no és numerable, podem arribar a un que sí que ho és: la formada per les boles de radi racional i el centre tingui coordenades racionals.
- La tàctica anterior pot repetir-se en un espai mètric separable (és a dir que contingui un subconjunt dens numerable A). Com a base n'hi ha prou escollir de nou les boles de radi racional centrades en A.
- L'espai topològic discret, {\displaystyle (X,\mathrm {T} _{D})}, és ANII si y només si {\displaystyle X} és numerable.[1]
- L'espai de Sorgenfrey no és ANII, encara que sí és ANI.[2]
- La recta cofinita, {\displaystyle (\mathbb {R} ,\mathrm {T} _{cof})}, no és ANII ja que no és ANI.[2]